# Puerto de Tablas
Puerto de Tablas är en ort i Mexiko.   Den ligger i kommunen Xichú och delstaten Guanajuato, i den centrala delen av landet, 220 km nordväst om huvudstaden Mexico City. Puerto de Tablas ligger 2 544 meter över havet och antalet invånare är 106.
Terrängen runt Puerto de Tablas är kuperad åt sydväst, men åt nordost är den bergig. Puerto de Tablas ligger uppe på en höjd. Runt Puerto de Tablas är det ganska glesbefolkat, med 23 invånare per kvadratkilometer. Närmaste större samhälle är Victoria, 13,4 km väster om Puerto de Tablas. Trakten runt Puerto de Tablas består i huvudsak av gräsmarker.